# Monotoma picipes
Monotoma picipes is een keversoort uit de familie kerkhofkevers (Monotomidae). De wetenschappelijke naam van de soort werd in 1793 gepubliceerd door Johann Friedrich Wilhelm Herbst.